# Estée Lauder
Estée Lauder (Nova Iorque, 1 de julho de 1908 — Nova Iorque, 24 de abril de 2004) foi uma emblemática cosmetologista norte-americana. Empresária norte-americana decidida a dar às mulheres a oportunidade de se sentirem belas, Estée fundou uma companhia fabricante de produtos de beleza e cosméticos com seu nome, que rapidamente se tornou sinónimo de qualidade, feminilidade e satisfação.
Uma das empresas mais importantes no segmento de luxo, a empresa figurou em terceiro lugar no ranking "Poderosos do Varejo de Luxo 2022". Ranking é desenvolvido pela Deloitte e reúne 100 das maiores empresas do setor. 

## Carreira
Filha de imigrantes judaico-húngaros, Estée Lauder, começou vendendo os cremes que eram fabricados por seu tio, um químico vienense, em sua própria cozinha. Logo em, seguida, começou a imitá-lo passando a preparar os seus próprios cosméticos, que imediatamente foram postos à venda em vários salões de beleza de hotéis de luxo de Nova Iorque. Com 34 anos, ambiciosa e determinada, abre nessa cidade, em 1944, a sua primeira loja.
Começou por vender cremes para a pele e foi conquistando o seu espaço no mundo dos cosméticos. Em 1946, funda sua própria empresa Estée Lauder Companies, juntamente com seu marido. Dois anos depois, alcança o sucesso introduzindo seus produtos na loja de luxo Saks, na Quinta Avenida. Diz-se que teria sido submetida à prova através de um produto contra acne desenvolvido especialmente para a filha do gerente geral dessa loja. 
Assim, continua em vertiginoso impulso ascendente assinando alguns outros contratos de exclusividade com outras lojas de departamentos igualmente famosas. Utilizava como técnica de comercialização a colocação de seus produtos ao alcance de sua clientela, assim sendo, disponibilizava em primeira instância amostras grátis, que surtiam notável impacto de divulgação. A marca fica conhecida internacionalmente quando é adotado pela loja de departamentos de Harrods, em Londres, no ano de 1960. Estée representava o maior «faro» existente no ramo da perfumaria. Os perfumes por ela fabricados hoje constituem mais de 70 fragrâncias. 
Criando seus próprios laboratórios de pesquisas de alta tecnologia, através de renomados cientistas e dermatologistas, Estée torna-se então referência absoluta na pesquisa científica do ramo da cosmetologia. Ansiosa em permitir que toda mulher ficasse o mais bonita possível, Estée Lauder lançou coleções de maquiagem todas personalizadas de acordo com as estações do ano, com as coleções dos estilistas ou mesmo quando recebia encomenda focada em temas previamente escolhidos. 
O que começou por ser uma pequena firma transformou-se num negócio efervescente que chega aos nossos dias como um sólido império de cosmética. A visão de futuro de Estée Lauder valeu-lhe o estatuto de rainha da beleza. 
A cosmetologista morreu com 97 anos.

## A lenda Estée Lauder
Todas as coisas bonitas começam com uma visão no sonho de um visionário. Estée Lauder sempre causou admiração, tornando-se hoje a representação de um modelo feminino de sucesso. 
Consagrada em 1998 pelo periódico semanal The Times como «gênio do negócio mais influente do século», deixa-nos como herança um real império da beleza. Os produtos do grupo (que inclui algumas marcas como Estée Lauder, Clinique, Aramis, M.A.C, Origins e SmashBox) encontram-se disponíveis em mais de 14 mil distribuidores varejistas.